# Wilhelm Weber (Missionar)
Wilhelm Weber SM (* 21. März 1905 in Gelsenkirchen; † 8. Mai 1945 auf Bougainville) war ein deutscher römisch-katholischer Geistlicher, Ordensmann, Missionar und Märtyrer.

## Leben
Wilhelm Weber besuchte die Missionsschule der Maristenpatres in Meppen. 1928 trat er in den Niederlanden bei den Patres ein und legte am 17. April 1929 die erste Profess ab. 1932 wurde er in Passau zum Priester geweiht und wirkte drei Jahre als Kaplan. 1935 ging er in die Ozeanien-Mission auf Bougainville. In der Station Tunuru folgte er dem neuseeländischen Pater Emmet Charles McHardy (1904–1933) nach. Nach der Besetzung von Papua-Neuguinea durch japanische Invasionstruppen 1942 blieb er entgegen einer Anordnung von Bischof Thomas James Wade (1893–1969) an seinem Platz und wurde am 8. Mai 1945 von den Japanern enthauptet.

## Gedenken
Die Römisch-katholische Kirche in Deutschland hat Pater Wilhelm Weber als Märtyrer in das deutsche Martyrologium des 20. Jahrhunderts aufgenommen.